# Europe PubMed Central
Europe PubMed Central (Europe PMC) — англомовна текстова база даних медичних та біологічних публікацій. Проєкт запустили в 2007 році як дзеркало PubMed Central. Спочатку Europe PubMed Central включав дані NIH та PubMed. До 1 листопада 2012 року сайт був відомий як UK PubMed. Нині сайт є складовою мережі PMC International (PMCI), до якої також належить PubMed Central Canada. Ресурс розроблений та керується Європейською лабораторією молекулярної біології Європейського інституту біоінформатики(EMBL-EBI), а також Британською бібліотекою та Манчестерським університетом. Засновники Europe PMC зобов'язують авторів, які мають статті, створені за їхньої підтримки, надавати вільний доступ до них на Europe PMC протягом 6 місяців після публікації.

## Послуги
Europe PMC забезпечує доступ до більш ніж 2,6 млн повнотекстових медичних та біологічних статей, 28 млн цитувань з PubMed, 500 000 цитувань з AGRICOLA, 4 млн патентів (міжнародних, USPTO та Європейського патентного відомства),40 000 грантам, наданих спонсорами Eurupe PubMed.
Europe PMC включає систему подання статей Europe PMC PLUS, яка дозволяє вченим подати свої наукові статті, що рецензуються, для включення до каталогу Europe PMC.
Кожній статті на сайті надається унікальний ідентифікаційний номер PMCID (англ. PubMed Central Identifier).